# ديانت راماج
ديانت راماج (مواليد 19 سبتمبر 2001) هو لاعب كرة قدم ألماني يلعب كحارس مرمى في نادي آينتراخت فرانكفورت.

## روابط خارجية
- ديانت راماج على موقع الاتحاد الأوربي (الإنجليزية)
- ديانت راماج على موقع قاعدة بيانات كرة القدم.إي يو (الإنجليزية)
- ديانت راماج على موقع Soccerway.com (الإنجليزية)
- ديانت راماج على موقع عالم كرة القدم.نت (الإنجليزية)